# Prince William County
Prince William County är ett administrativt område i delstaten Virginia, USA, med 402 002 invånare. Den administrativa huvudorten Manassas hör inte administrativt till själva countyt utan utgör en självständig enhet (independent city). Även Manassas Park är en motsvarande enklav som utgör en självständig enhet sedan 1975. Innan dess var Manassas Park en del av countyt. Även Manassas skildes administrativt från countyt år 1975. Medan domstolshuset är kvar i Manassas, ligger en del av countyts förvaltningsbyggnader innanför countyts gränser i County Center och i Woodbridge.

## Namn
Countyt är uppkallat efter Prins Vilhelm, hertig av Cumberland som var tredje sonen till kung Georg II av Storbritannien.

## Geografi
Enligt United States Census Bureau har countyt en total area på 902 km². 875 km² av den arean är land och 27 km² är vatten. Countyt ingår i Washingtons storstadsområde.  

### Angränsande countyn
- Loudoun County - norr
- Fairfax County - nordost
- Charles County, Maryland - sydost
- Stafford County - söder
- Fauquier County - väst

### Orter
- Buckhall
- Bull Run
- Bull Run Mountain Estates
- Cherry Hill
- County Center
- Dale City
- Dumfries
- Gainesville
- Haymarket
- Independent Hill
- Lake Ridge
- Linton Hall
- Loch Lomond
- Marine Corps Base Quantico
- Marumsco
- Montclair
- Neabsco
- Nokesville
- Occoquan
- Potomac Mills
- Quantico
- Sudley
- Triangle
- Woodbridge
- Yorkshire